# أورلاندو إل. مارتن
أورلاندو إل. مارتن (بالإنجليزية: Orlando L. Martin)‏ هو محامي وقاضي وسياسي أمريكي، ولد في 28 أبريل 1872، وتوفي في 2 مايو 1951. حزبياً، نشط في الحزب الجمهوري. وقد انتخب عضو مجلس نواب فيرمونت.